# Echinopora lamellosa
Espèce
Statut CITES
Echinopora lamellosa est une espèce de coraux appartenant à la famille des Merulinidae ou la famille Faviidae.